# Quilombos no Litoral Norte do Rio Grande do Sul
As pessoas negras apareceram no Rio Grande do Sul em 1725, com a expedição de João Magalhães, vinda por terra. Estas pessoas, certamente escravos, realizavam o serviço pesado. Porém, a presença negra no território gaúcho é marcada oficialmente no ano de 1737, quando o Brigadeiro José da Silva Paes se estabelece na Barra erigindo o Forte Jesus, Maria e José, marco inicial da colonização.
Durante os primeiros anos da colonização do Brasil por europeus, o Rio Grande do Sul era conhecido como uma região distante e hostil, denominada continente. Os escravos rebeldes ou "preguiçosos" eram ameaçados de envio à região, considerado por eles como pior que o inferno.

## Presença inicial do negro no litoral norte gaúcho
No ano de 1719, a expedição de João de Magalhães transitou pelo litoral norte do Rio Grande do Sul e pelos campos de Viamão. Esta expedição partiu da cidade catarinense de Laguna. O capitão-mor de Laguna requereu-se para si um conjunto de terras entre o rio Tramandaí e o Rio Grande.

### Quilombos do Rio Grande do Sul
1. Quilombo do negro Lúcio (ilha dos Marinheiros)
2. Quilombo do Arroio
3. Quilombo da serra dos Tapes
4. Quilombo de Manuel Padeiro
5. Quilombo do município de Rio Pardo
6. Quilombo na serra do Distrito do Couto(cidade baixa)
7. Quilombo no município de Montenegro
8. Quilombo Família  Silva

O Programa RS Rural doou ao Museu Antropológico do RS – MARS parte do material da pesquisa da antropóloga Rosane Rubert, incluindo 593 fotos de afrodescendentes no interior do Estado. O trabalho resultou no livro Comunidades Negras Rurais do RS: um levantamento sócio-antropológico preliminar, publicado pela Secretaria Estadual de Agricultura e Abastecimento – Programa RS Rural e EMATER/RS-ASCAR, e pelo Instituto Interamericano de Cooperação para a Agricultura – IICA, em 2005.
Ao mapear várias comunidades rurais do Rio Grande do Sul, o estudo indica seis comunidades "remanescentes de quilombos" apontadas através de laudos antropológicos; 42 comunidades visitadas durante a consultoria e caracterizadas como "potencialmente remanescentes de quilombos"; e 27 comunidades indicadas por formulários ou outras fontes, que não foram visitadas/ou que requerem estudos mais aprofundados. O livro mostra várias fotos e as localidades no mapa do RS.

## Quilombo de Morro Alto

### Origem e história do quilombo de Morro Alto
No ano de 1852, na localidade denominada Capão Alto, um pouco ao norte de Capão da Canoa (cujo nome antigo era Capão da Negrada) desembarcou um navio negreiro. Os negros apreendidos deste navio eram em sua totalidade do Congo. Este episódio é considerado por muitos como a origem do quilombo do Morro Alto.
Morro Alto era o nome de uma das fazendas de Conceição do Arroio, que pertencia as famílias Marques da Rosa e Nunes da Silveira. Em meados do século XIX essas famílias foram acumulando propriedades em Conceição do Arroio, primeiro nome da Cidade de Osório.
Nos anos de 1883 e 1884 provavelmente os escravos desta fazenda tenham sido todos alforriados de várias maneiras. Um inventário feito nesta fazenda doou a alguns escravos partes da fazenda do Morro Alto.
Antes da construção da estrada as relações comunitárias se expressavam por maio do uso dos caminhos que cruzavam os morros. Essas trilhas pelo meio do mato são lembrados como contato entre as senzalas, por onde vinham os escravos para as suas festas.

### A comunidade de Morro Alto no decorrer dos tempos
O distrito de Morro Alto, que já pertenceu à Osório, faz parte atualmente de Maquiné (RS), litoral norte do Rio Grande do Sul,  e que fica aproximadamente 120 km de Porto Alegre. A população desta comunidade conta com aproximadamente 500 famílias. Agricultura, pecuária e extração de basalto são as principais fontes de renda do local. Apesar do decorrer dos tempos não ocorreu um grande desenvolvimento do local. Há apenas uma escola de 1° grau, um posto de saúde e o comércio local não é diversificado.
Desde a década de 60 a população negra de Morro Alto vem lutando pela sua afirmação de identidade, regularização fundiária e pela atenção das ações políticas públicas em relação aos direitos do afro descendentes no Brasil. No ano de 2001, a comunidade apresentou sua demanda de regularização das terras ocupadas e a recuperação daquelas perdidas de diversas formas, inclusive pelo atual projeto de duplicação da BR 101.

### Criação da Associação Rosa Marques
A Associação Rosa Marques, criada pela comunidade negra de Morro Alto emergiu no contexto de realização de reuniões sistemáticas na comunidade, a partir da realização das atividades do projeto de reconhecimento implementado pelo Convênio Governo do Estado/Fundação Cultural. Esse processo iniciou em setembro de 2001.
A constituição da Associação incrementou seu movimento reivindicatório pelo reconhecimento de suas terras, pari passu outrora, como naqueles espaços em que os negros se reuniam.
As reuniões realizadas estão reunindo inúmeras pessoas que mostram-se bastante interessadas nos diferente assuntos que as dizem respeito.